# Jarmo Laitinen
Jarmo Tapio Laitinen (Helsinki, 20 giugno 1954) è un ex cestista e allenatore di pallacanestro finlandese.

## Carriera
Con la Finlandia ha disputato i Campionati europei del 1977.

## Palmarès

### Giocatore
- Campionato finlandese: 1

Tapion Honka: 1978-79

### Allenatore

#### Individuale
- Korisliiga allenatore dell'anno: 2

Pyrbasket: 1999-2000, 2000-2001